# Weitenried (Naturschutzgebiet)
Das Weitenried ist ein Naturschutzgebiet im Gebiet der Stadt Singen sowie der Gemeinden Steißlingen und Volkertshausen im Landkreis Konstanz in Baden-Württemberg.

## Beschreibung
Es umfasst rund 218 Hektar eines großflächigen Wiesengebietes, wurde 1978 als Naturschutzgebiet ausgewiesen und ist als Brut- und Mauserbiotop für die Vogelwelt von besonderer Bedeutung.

## Schutzzweck
Wesentlicher Schutzzweck ist laut Schutzgebietsverordnung die Erhaltung des Weitenrieds als Aufenthaltsgebiet, insbesondere Brutgebiet, Nahrungsbiotop und Mauserplatz seltener, zum Teil vom Aussterben bedrohter Vogelarten, als Lebensraum einer seltenen Feuchtgebietsflora und als weiträumige naturhafte Landschaft mit Ausblick auf die nahen Hegauberge.